# Eupithecia juldusi
Eupithecia juldusi är en fjärilsart som beskrevs av Karl Dietze 1913. Eupithecia juldusi ingår i släktet Eupithecia och familjen mätare. Inga underarter finns listade i Catalogue of Life.